# 西班牙語圈
西班牙語圈，指使用西班牙語的地區。本文介紹西班牙語的地理分佈。

## 地理分布

西班牙語爲唯一官方語言的地區
西班牙語與其他語言共同作爲官方語言的地區

全球西班牙語人口介於4.8億 到5.7億之間（包括第二語言人口）， 使西班牙語成爲全球母語第二多的語言，當中3.6億人生活在西班牙語美洲，4500萬生活在西班牙（全歐洲有7000萬人），還有3400萬生活在美國。另外，在加拿大、北摩洛哥、赤道幾內亞、西撒哈拉、菲律賓、澳大利亞等國家和地區亦有數量可觀的西班牙語人口。

## 國家
1492年至1898年間，很多西班牙人移民到西班牙美洲殖民地。西班牙人爲美洲帶來西班牙語和西班牙文化，形成了一個巨大的語言帝國。

### 國家列表
| 人口排名 | 國家/地區  | 人口        | 数据来源                                                   | 第二語言    | 面積 (平方公里) |
| -------- | ---------- | ----------- | ---------------------------------------------------------- | ----------- | --------------- |
| 1        | 墨西哥     | 130,222,815 | [ 8 ]                                                      | 110,651,490 | 1,970,552       |
| 3        | 哥伦比亚   | 48,258,494  | 2018 人口普查數據                                          |             | 1,141,748       |
| 2        | 西班牙     | 47,003,901  | Official INE estimate 1/1/2011（页面存档备份，存于）       | 46,585,009  | 504,030         |
| 4        | 阿根廷     | 44,259,883  | Official INDEC estimate                                    | 40,655,093  | 2,780,880       |
| 5        | 美国       | 40,045,795  | U.S. Census Bureau, 2015                                   |             |                 |
| 6        | 秘魯       | 29,797,694  | Official INEI estimate（页面存档备份，存于）               | 25,804,803  | 1,285,216       |
| 7        | 委內瑞拉   | 29,210,000  | Official Venezuelan Population clock（页面存档备份，存于） | 28,859,480  | 916,445         |
| 8        | 智利       | 17,248,450  | Official INE projection（页面存档备份，存于）              | 17,127,711  | 756,950         |
| 9        |            | 14,170,000  | Official Ecuador Population clock                          | 13,851,720  | 283,561         |
| 10       | 古巴       | 11,268,000  | 聯合國2009年數據                                           |             |                 |
| 11       |            | 11,204,000  | 聯合國2009年數據                                           |             |                 |
| 12       | 玻利维亚   | 10,426,154  | Official INE projection (2010)                             |             |                 |
| 13       |            | 10,090,000  | 聯合國2009年數據                                           |             |                 |
| 14       |            | 7,876,197   | Official INE projection (2010) （页面存档备份，存于）      |             |                 |
| 15       | 薩爾瓦多   | 6,857,000   | 聯合國數據                                                 |             |                 |
| 16       | 巴西       | 6,676,018   | 聯合國數據                                                 |             |                 |
| 17       | 巴拉圭     | 6,127,000   | 聯合國數據                                                 |             |                 |
| 18       | 尼加拉瓜   | 5,603,000   | 聯合國數據                                                 |             |                 |
| 19       |            | 4,468,000   | 聯合國數據                                                 |             |                 |
| 20       | 波多黎各   | 3,991,000   | 聯合國數據                                                 |             |                 |
| 21       | 巴拿马     | 3,343,000   | 聯合國數據                                                 |             |                 |
| 22       | 乌拉圭     | 3,340,000   | 聯合國數據                                                 |             |                 |
| 23       | 菲律賓     | 494,000     |                                                            |             |                 |
| 24       | 赤道几内亚 | 487,000     | 聯合國數據                                                 |             |                 |
| 25       | 西撒哈拉   | 430,000     | 聯合國數據                                                 |             |                 |
| 26       |            | 180,000     |                                                            |             |                 |

### 歐洲

#### 西班牙

西班牙的語言

現代西班牙由數個伊比利亞王國組成。西班牙爲一個多語國家，很多西班牙公民能夠毫無衝突地擁有數個身份認同（西班牙的國家認同和自己的地區認同）。獨裁時期之後，西班牙經歷了民主轉型，建立了自治區。很多地區興起了自治運動，當中有試圖追求完全獨立的，亦有比較溫的只是希望能夠擁有更多自治權力。
西班牙的多文化環境和英國類似，西班牙中卡斯蒂利亚、加泰羅尼亞、加利西亞和巴斯克的關係，就類似英國中英格蘭、蘇格蘭、威爾士和愛爾蘭的關係。但不同於英國，英國女王伊莉莎白二世有時亦可以被指爲英格蘭女王，而西班牙國王飛利浦六世則不會被指爲“卡斯蒂利亞國王”。

### 美洲

#### 西班牙語美洲
西班牙語爲拉丁美洲多數國家的官方語言。

#### 美國
2013年，西班牙裔佔美國人口17.1%，大約有 5200 萬人。 但2003年，美國的西班牙裔卻只佔 3.6%，這使得西班牙裔爲美國人口增長最快的族裔。估計2050年，美國將擁有1.05億西班牙裔，佔美國人口的四分之一。

### 非洲

#### 安哥拉
雖然安哥拉爲前葡萄牙殖民地，但當地有着一群非洲-古巴混血兒。1975年，菲德尔·卡斯特罗往該國派駐了數千人的軍隊以干預安哥拉內戰。古巴士兵隨後在當地形成了西班牙語社區，現今有10萬人左右。

#### 赤道幾內亞
赤道幾內亞爲前西班牙殖民地，並且當地多數人都講西班牙語。但該國同時亦列法語和葡萄牙語爲官方語言。該國小於1%的人口爲歐洲裔。

#### 摩洛哥
摩洛哥爲西班牙的前保護國。該國北部海岸地區有少量的西班牙語人口。但該國絕大多數人口爲使用阿拉伯語或柏柏爾語的穆斯林。

#### 尼日利亞
尼日利亞當地亦有冷戰時期派駐當地的古巴士兵的後裔。

#### 西屬北非
自收復失地運動運動以來，西班牙一直在北非佔領了大量領土。多數在隨後的歷史中失去，但亦保留了少部分依然留在西班牙內。當中包括自治市梅利利亞和休達，以及四個西屬主權地，加那利群岛、舍法林群岛、胡塞马群岛和戈梅拉島。該四島面積狭小，且無人居住。

#### 西撒哈拉
西属撒哈拉爲西班牙以前的一個省，流亡阿尔及利亚的阿拉伯撒哈拉民主共和国把西班牙语作为与阿拉伯语并列的官方语言，而摩洛哥管辖区域大多数使用法语和阿拉伯语。

### 亞洲

#### 菲律賓
菲律賓有部分西裔菲律賓人，主要講西班牙語、英語、和查瓦卡諾語，後者同時亦爲亞洲唯一以西班牙語爲基礎的克里奧爾語，有100萬人左右使用。
菲律賓憲法規定，國家需“以自願和可選爲原則地推廣西班牙語和阿拉伯語”。雖然20世紀時期，西班牙語在菲律賓快速地衰退，但21世紀以來，尤其是格洛麗亞·阿羅約的任期內（其本人亦可以流利使用西班牙語），西班牙語開始緩慢復興。

### 太平洋島嶼

#### 復活節島
復活節島是智利的領土，該島居民是南島民族中唯一能夠流利西班牙語的族群。

#### 馬里亞納群島
馬里亞納群島可分爲美國領地關島和北馬里亞納群島。該群島歷史上曾爲西屬東印度的一部分。
多數當地人已經不再說西班牙語，但兩地的官方語言查莫羅語保留了數量可觀的西班牙語藉詞。很多查莫羅人亦保留了不少西班牙文化元素，例如天主教信仰、斗雞和嘉年華。
關島上西班牙語姓氏依然十分流行。受西班牙文化和當地的母系社會影響，女性在婚後亦會保留本姓。